# Hockey Valdagno 1938 2019-2020
Questa voce raccoglie le informazioni riguardanti l'Hockey Valdagno 1938 nelle competizioni ufficiali della stagione 2019-2020.

## Maglie e sponsor
| 1ª divisa | 2ª divisa |

## Organico

### Giocatori
Rosa e numerazione, tratte dal sito internet ufficiale della Federazione Italiana Sport Rotellistici, aggiornate alla stagione 2018-2019.
| N° | Naz.                 | Ruolo | Sportivo             |  |  |  |
| -- | -------------------- | ----- | -------------------- |  |  |  |
| 3  | Italia (bandiera)    | D     | Andrea Brendolin     |  |  |  |
| 4  | Spagna (bandiera)    | A     | Luis Pallares Peidro |  |  |  |
| 6  | Argentina (bandiera) | A     | Darío Giménez        |  |  |  |
| 7  | Italia (bandiera)    | A     | Gaston De Oro        |  |  |  |
| 10 | Italia (bandiera)    | P     | Bruno Sgaria         |  |  |  |
| 21 | Italia (bandiera)    | A     | Alessandro Burtini   |  |  |  |
| 22 | Angola (bandiera)    | A     | André Centeno        |  |  |  |
| 26 | Italia (bandiera)    | P     | Andrea Bigarella     |  |  |  |
| 29 | Italia (bandiera)    | D     | Mattia Cocco         |  |  |  |
| 77 | Italia (bandiera)    | D     | Alex Zordan          |  |  |  |

### Staff tecnico
- Allenatore:  Juan Eduardo Oviedo